# An Taisce
An Taisce – The National Trust for Ireland, noto semplicemente come An Taisce, è un'associazione ambientalista e culturale no-profit e non governativa irlandese incentrata sulla promozione dello sviluppo sostenibile e della conservazione storica.

## Storia
La necessità di creare un fondo nazionale per la conservazione storica dell'Irlanda nacque nell'ambito di un incontro tenutosi presso la Mansion House nel settembre 1946 ad opera di: Royal Irish Academy, Royal Society of Antiquaries of Ireland, An Óige, Geographical Society of Ireland, Dublin Natualists' Field Club e Irish Society for the Preservation of Birds. Durante l'incontro fu quindi creata una commissione provvisoria ed un consiglio per radunare i fondi necessari, presentando successivamente domanda per la registrazione di un'organizzazione no-profit.
Il primo incontro generale ufficiale dell'associazione fu il 23 settembre 1948 ed elesse come primo presidente il naturalista e storico Robert Lloyd Praeger, che in un discorso a Radio Éireann delineò gli obiettivi e i principi della neonata associazione; secondo Praeger la tutela della cultura irlandese era un dovere di tutti i cittadini e riteneva necessaria la presenza di un organismo non governativo deputato allo scopo.
Tra i primi interessi della neonata associazione vi furono: le proprietà di Muckross House, del Castello di Kanturk e di Derrynane House, la conservazione di Bull Island e di altre aree naturali, la tutela degli alberi e controlli sull'operato delle aziende Electricity Supply Board e Bord na Mona. Ha sostenuto inoltre l'ampliamento dei poteri dell'Autorità nazionale per lo sviluppo del turismo e nel 1954 è entrata a far parte dell'Unione internazionale per la conservazione della natura (IUCN).